# Karin Iten
Pour les articles homonymes, voir Iten.
Karin Iten (née le 11 août 1956 et morte le 18 mai 2010  à Winterthour ) est une patineuse artistique suisse.

## Biographie

### Carrière sportive
Karin Iten participe de 1972 à 1975 à tous les championnats mondiaux et européens. Son meilleur résultat aux Championnats du monde est une cinquième place en 1974. Aux Championnats d'Europe, sa meilleure performance est une médaille de bronze en 1973 à Cologne ; il s'agit de la première médaille d'une patineuse artistique suisse d'un championnat d'Europe.
En 1973, Karin Iten est nommée sportive suisse de l'année. Elle est entraînée par Jacques Gerschwiler. Leur club d'attache est le Winterthurer Schlittschuh-Club.

### Reconversion
Karin Iten souffre depuis ses 14 ans du diabète, qui en 1975 est la raison de son arrêt de la compétition. Elle travaille ensuite comme entraîneuse pendant six ans, mais doit abandonner à cause de la maladie. Malgré la transplantation d'un pancréas et de reins, Karin Iten meurt le 18 mai 2010 du diabète.

### Pirouette Biellmann
Karin Iten est la créatrice de la pirouette Biellmann, qui a été nommée malgré elle après Denise Biellmann qui a popularisé la pirouette. Cette pirouette consiste à toucher sa tête avec son pied.

## Palmarès
| Compétitions principales | 1972    | 1973    | 1974    | 1975    |  |  |  |  |  |  |  |  |  |  |
| Jeux olympiques d'hiver  |         |         |         |         |  |  |  |  |  |  |  |  |  |  |
| Championnats du monde    | 12e     | 6e      | 5e      | 21e     |  |  |  |  |  |  |  |  |  |  |
| Championnats d’Europe    | 15e     | 3e      | 5e      | 10e     |  |  |  |  |  |  |  |  |  |  |
| Championnats de Suisse   |         | 1re     | 1re     | 1re     |  |  |  |  |  |  |  |  |  |  |
|                          |         |         |         |         |  |  |  |  |  |  |  |  |  |  |
| Autre Compétition        | 1971/72 | 1972/73 | 1973/74 | 1974/75 |  |  |  |  |  |  |  |  |  |  |
| Trophée Richmond         |         | 2e      | 3e      |         |  |  |  |  |  |  |  |  |  |  |
|                          |         |         |         |         |  |  |  |  |  |  |  |  |  |  |